# تیم ملی فوتبال زیر ۲۱ سال دانمارک
تیم ملی فوتبال زیر ۲۱ سال دانمارک (انگلیسی: Denmark national under-21 football team) یا تیم ملی فوتبال جوانان دانمارک، نماینده کشور دانمارک در مسابقات فوتبال جوانان اروپا و جهان است که زیر نظر اتحادیه فوتبال دانمارک فعالیت می‌کند.